# Robert Silverberg
Robert Silverberg (Brooklyn, Nueva York, 15 de enero de 1935) es un escritor estadounidense, conocido sobre todo por sus obras de ciencia ficción. Ha ganado varias veces los premios Hugo y Nebula. Es miembro del Salón de la Fama de la Ciencia Ficción y la Fantasía y Gran Maestro por la Asociación de escritores de ciencia ficción y fantasía de Estados Unidos (SFWA). Ha estado presente en todas las ceremonias de entrega de los premios Hugo desde la ceremonia inaugural de 1953
.

## Biografía

### Primeros años
Silverberg nació en Brooklyn, Nueva York, hijo de padres judíos. Voraz lector desde la infancia, empezó a enviar relatos a las revistas de ciencia ficción desde los primeros años de su adolescencia. Obtuvo una diplomatura en Literatura Inglesa por la Universidad de Columbia en 1956. Mientras estudiaba en Columbia escribió la novela juvenil Revuelta en Alfa Centauro (Revolt on Alpha C, 1955), publicada por Thomas Y. Crowell con una portada con la leyenda: «Una historia apasionante del espacio exterior». Ganó su primer Hugo en 1956 «al mejor escritor novel».

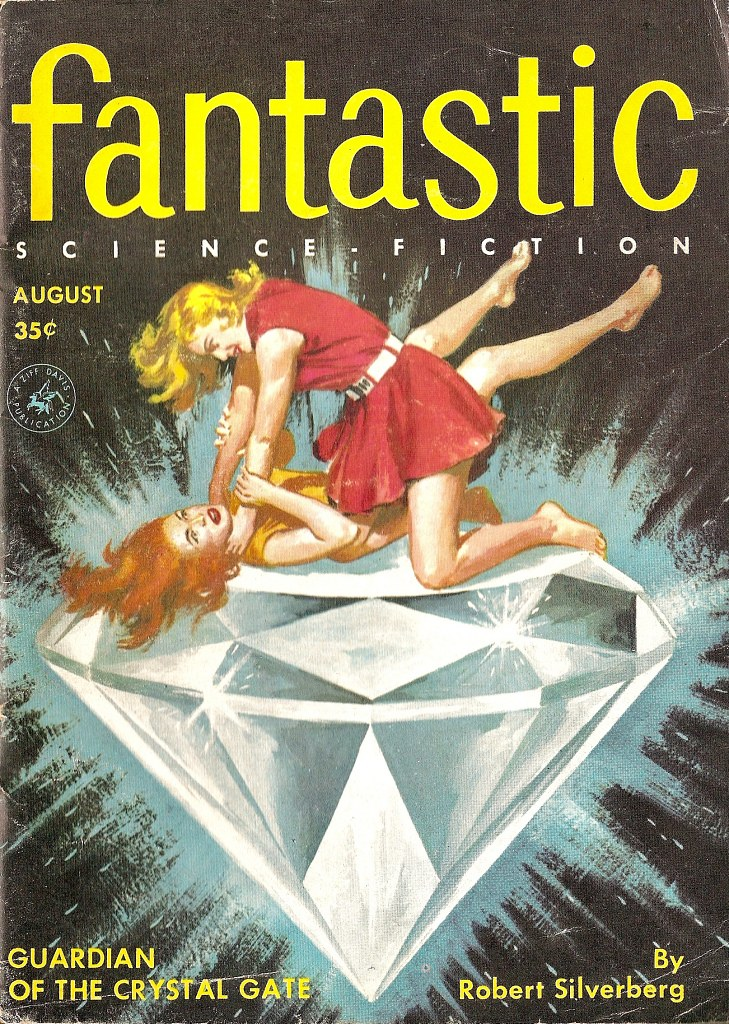
Portada de Fantastic, agosto de 1956

Ese mismo año, Silverberg fue el autor o coautor de cuatro de las seis historias del número de agosto  de Fantastic:

..."ese Fantastic de agosto de 1956 era prácticamente temático exclusivo de Silverberg. Había batido mi récord personal del mes anterior, porque era autor o coautor de cuatro de las seis historias que contenía. Además de Guardian of the Crystal Gate, hubo una novela corta llamada The Slow and the Dead, bajo la firma "Robert Randall" [en colaboración con Randall Garrett], y aparecí como "Ralph Burke" con un relato corto titulado Revolt of the Synthetics. La cuarta historia, O' Captain, My Captain, fue una que escribí cuando aún era un profesional independiente desconocido en 1954.

A lo largo de los cuatro años siguientes, según su propia estimación, escribió un millón de palabras al año, mayormente para revistas y novelas cortas para Ace Doubles. Usó su propio nombre así como varios seudónimos durante ese tiempo, y, a menudo, trabajó en colaboración con Randall Garrett, que era vecino suyo por entonces.
En sus colaboraciones, Silverberg y Garrett también usaron seudónimos, el más conocido Robert Randall. Entre 1956 y 1959,
Silverberg publicó una media de cinco historias al mes, y en 1958, en particular, publicó 80.
En 1959 Silverberg orientó su talento como escritor hacia otros campos, desde la no-ficción hasta la novela erótica.
«Bob Silverberg, un gigante de la ciencia ficción hacía dos [libros] para una editorial, uno para una segunda editorial, y el equivalente a otro libro para una revista... Escribía un cuarto de millón de palabras al mes» bajo varios seudónimos
incluyendo alrededor de 200 novelas eróticas como Don Elliott. En una entrevista realizada en el año 2000, Silverberg explicaba que la ficción erótica (publicada bajo el seudónimo Don Elliott)
 ... se llevó a cabo en una época en la que yo soportaba la pesada carga de una elevada deuda, con 26 años, por una espléndida casa que había comprado. No habría habido manera de pagar la casa escribiendo ciencia ficción... así que produje un montón de novelitas sexuales. Nunca oculté el hecho de que las estaba haciendo, para mí era indiferente si el público lo sabía o no. Era solo un trabajo. Y era, casualmente, un trabajo que yo hacía muy bien. Creo que eran unas notables novelas eróticas.

### Madurez literaria
A mediados de los años 60 la ciencia ficción se estaba haciendo más seria y sofisticada. Frederik Pohl, que por entonces era redactor en tres revistas de ciencia ficción, ofreció a Silverberg carta blanca para que escribiera para ellas. Con esa inspiración Silverberg volvió al género que lo había lanzado, prestando mucha más atención al desarrollo en profundidad de los personajes y al trasfondo social que en el pasado e introduciendo elementos de la literatura modernista que había estudiado en Columbia.
Silverberg continuó produciendo obras a gran velocidad (Algis Budrys informaba en 1965 que escribió y vendió al menos 50.000 palabras a la semana: «digamos que el equivalente a una novela comercial») y sin embargo las novelas que escribió en ese período se consideran mejores que trabajos anteriores.
Budrys escribió acerca de la sorpresa que le produjo ese hecho: «Silverberg está escribiendo ahora libros profundamente detallistas, refinados y bellamente imaginados» tales como Espinas (Thorns, 1967) y Las máscaras del tiempo (The Masks of Time, 1968). Quizás el primer libro que señaló al nuevo Silverberg fue Las puertas del cielo (To Open the Sky, 1967), montada a partir de relatos publicados por Pohl en Galaxy Magazine, en las que una nueva religión ayudaba a la gente a alcanzar las estrellas. Le siguió Regreso a Belzagor (Downward to the Earth, 1970), un relato con reminiscencias de temas y material de los trabajos de Joseph Conrad en la que el antiguo administrador humano de un mundo alienígena vuelve después de que los habitantes del planeta hayan sido liberados. Otras obras aclamadas de ese período incluyen To Live Again,
en el que los recuerdos y personalidades de los fallecidos pueden transferirse a otras personas; El mundo interior (The World Inside, 1971), una mirada a un futuro superpoblado; y Muero por dentro (Dying Inside, 1972), un cuento sobre un telépata que está perdiendo sus poderes.
En 1967 publicó la novela Thorns y en el número de agosto de  ese mismo año de Galaxy una novela corta (20.000 palabras) titulada Hawksbill Station (Estación Hawksbill). Ambas le proporcionaron a Silverberg nominaciones a los premios Hugo y Nebula. De Hawksbill Station, al año siguiente se publicó una versión extendida.
En 1969, Alas nocturnas (Nightwings), publicado en Galaxy en agosto, ganó el premio Hugo a la mejor novela corta. En 1970 ganó un premio Nebula por el relato corto Passengers, dos al año siguiente por la novela Tiempo de cambios (A Time of Changes) y
el relato corto Good News from the Vatican, y todavía otro más en 1975 por la novela corta Nacidos con los muertos (Born with the Dead).

### Trabajos posteriores
Después de pasar por un grave incendio en su casa y sufrir problemas de tiroides, Silverberg se mudó desde su Nueva York nativa a la Costa Oeste en 1972 y anunció su retiro de la escritura. Sin embargo, volvió a ella en 1980 con El castillo de Lord Valentine (Lord Valentine's Castle, 1980) una aventura panorámica localizada en un planeta alienígena, que se ha convertido en la base de la Serie de Majipoor, un ciclo de relatos y novelas que tienen como escenario el vasto planeta Majipoor, un planeta mucho más grande que la Tierra habitado por no menos de siete especies diferentes de colonos.
En una entrevista realizada en 2015, Silverberg manifestó que no pensaba escribir más ficción.
Silverberg recibió un premio Nebula en 1986 por la novela corta Rumbo a Bizancio (Sailing to Byzantium, 1985), que
toma su título del poema Sailing to Byzantium de William Butler Yeats; un Hugo en 1987 por la novela corta
Gilgamesh in the Outback, ambientada en el universo Heroes in Hell dentro del género Bangsian Fantasy; y un Hugo en 1990 por Enter a Soldier. Later: Enter Another.
La Asociación de escritores de ciencia ficción y fantasía de Estados Unidos lo nombró su vigesimoprimer
Gran Maestre en 2005.

## Vida privada
Robert Silverberg se ha casado dos veces. En 1956 contrajo matrimonio con Barbara Brown de la que se separó en 1976 obteniendo el divorcio una década después. Se casó en 1987 con la escritora de ciencia ficción Karen Haber. Viven en el área de la Bahía de San Francisco.
Gracias a sus inversiones Silverberg ya era financieramente independiente y llegó a ser propietario de la mansión que fue del antiguo alcalde de Nueva York Fiorello La Guardia. 
Muchas son las anécdotas que de él cuenta Isaac Asimov, particularmente en sus recopilaciones de cuentos y en el documento Sobre la ciencia ficción; por ejemplo, dice que tenían la costumbre de llamarse por teléfono cada vez que visitaba una biblioteca, para hacer recuento de los títulos de cada uno que había en dicha biblioteca, y siempre había más de Isaac Asimov. Colaboró en varias revistas del género, como por ejemplo durante el primer ciclo de Venture Science Fiction.

### Novelas
Serie Majipur:
1. El Libro de los Cambios (2003), novela corta
2. Brujos de Majipur (1997)
3. Lord Prestimion (1999)
4. El Rey de los Sueños (2000)
5. El castillo de Lord Valentine (1980)
6. Crónicas de Majipur (1982), colección de cuentos
7. Valentine pontífice (1983)
8. El Séptimo Santuario (1988), novela corta
9. Montañas de Majipur (1995)

Independientes:
- Revuelta en Alfa de Centauro (Revolt on Alpha C) (1955)
- Obsesión espacial (Starman's Quest) (1959)
- Colisión de los mundos (Collision Course) (1961)
- Nosotros los merodeadores (We, the Marauders) (1965)
- Espinas (Thorns) (1967)
- Las puertas del cielo (To Open the Sky) (1967)
- Las máscaras del tiempo (The Masks of Time) (1968)
- Estación Hawksbill (Hawksbill Station) (1968)
- Por el tiempo (Up The Line) (1969)
- El hombre en el laberinto (The Man in the Maze) (1969)
- Alas nocturnas (Nightwings) (1969), ganadora del Premio Hugo)
- A través de un billón de años (Across a Billion Years) (1969)
- To Live Again (1969)
- Regreso a Belzagor (Downward to Earth) (1970)
- La torre de cristal (Tower of Glass) (1970)
- El hijo del hombre (Son of Man) (1971)
- El libro de los cráneos (The Book of Skulls) (1972)
- Tiempo de cambios (A Time of Changes) (1971), ganadora del Premio Nébula
- El mundo interior (The World Inside) (1971)
- Muero por dentro (Dying Inside) (1972)
- El hombre estocástico (The Stochastic Man) (1975)
- Sadrac en el horno (Sadrac in the Furnace) (1976)
- Juegos de Capricornio (Capricorn Games) (1979)
- Tom O'Bedlam (1985)
- Rumbo a Bizancio (Sailing to Byzantium) (1985)
- Gilgamesh el rey (Gilgamesh the King) (1985)
- La estrella de los gitanos (Star of Gypsies) (1986)
- Al final del invierno (At Winter's End) (1988)
- Anochecer (Nightfall) (1990), con Isaac Asimov, basada en la novela corta "Anochecer" de Asimov
- La faz de las aguas (The Face of the Waters) (1991)
- Tebas, la de las cien puertas (Thebes of the Hundred Gates) (1991)
- Hijo del tiempo (Child of Time) (1992), con Isaac Asimov, basada en la novela corta "El niño feo" de Asimov
- El robot humano (The Positronic Man) (1993), con Isaac Asimov, basada en la novela corta "El hombre del bicentenario" de Asimov
- Roma eterna (2006)

### Recopilaciones de relatos
- La otra sombra de la Tierra (Earth´s Other Shadow, 1973)
- Lo mejor de Silverberg (The Best of Robert Silverberg, 1976)[27]
  - Road to Nightfall (1958)
  - Warm Man (1957)
  - To See the Invisible Man (1963)
  - The Sixth Palace (1965)
  - Flies (1967)
  - Hawksbill Station (1967)
  - Passengers (1968)
  - Nightwings  (1968)
  - Sundance (1969)
  - Good News from the Vatican (1971)
- Horizontes lejanos (Far Horizons, 1999)

### Ensayos
- Ciudades perdidas y civilizaciones desaparecidas (1962). Edición en castellano por la Editorial Diana S. A. México, 1964. Ensayo sobre las ciudades de Pompeya, Troya, Babilonia, Angkor, Cnosos y Chichén Itzá. Excelente síntesis en un libro en rústica de 190 páginas de las civilizaciones que ocuparon estas ciudades, las dominaron y las destruyeron.
- El hombre antes de Adán (Before Adam, 1964)
- Sócrates (Socrates, 1965)
- El mundo de las profundidades oceánicas (1968). The World Ocean of Depths

## Premios
- Premio Hugo de 1956 al escritor joven más prometedor.
- Premio Hugo a la mejor novela corta de 1969 por Alas nocturnas
- Premio Nébula al mejor relato corto de 1969 por Passengers
- Premio Nébula a la mejor novela de 1971 por Tiempo de cambios
- Premio Nébula al mejor relato corto de 1971 por Buenas noticias del Vaticano
- Premio Locus a la mejor novela corta de 1975 por Nacidos con los muertos
- Gran Maestro de 2004 por toda su trayectoria.